# Stare Garbowo
Stare Garbowo – wieś w Polsce położona w województwie podlaskim, w powiecie wysokomazowieckim, w gminie Kobylin-Borzymy.
W latach 1975–1998 miejscowość administracyjnie należała do województwa łomżyńskiego.
Wierni kościoła rzymskokatolickiego należą do parafii św. Stanisława Biskupa i Męczennika w Kobylinie-Borzymach.

## Historia
Założone prawdopodobnie na początku XV w. W I Rzeczypospolitej wieś należała do ziemi bielskiej.
W roku 1827 Stare Garbowo liczyło 28 domów i 157 mieszkańców. Pod koniec XIX w. Słownik geograficzny Królestwa Polskiego informuje: Garbowo Nowe i Stare, wsie szlacheckie, powiat mazowiecki, gmina Piszczaty, parafia Kobylino.
W 1921 r. we wsi naliczono 16 budynków z przeznaczeniem mieszkalnym i 14 innych zamieszkałych oraz 152 mieszkańców (86 mężczyzn i 66 kobiet). Wszyscy podali narodowość polską i wyznanie rzymskokatolickie.